# Deuces Wild
Deuces Wild è un album in studio del musicista e cantante statunitense B.B. King, pubblicato nel 1997.
Il disco vede, per ogni brano, la partecipazione di uno o più ospiti.

## Tracce
1. If You Love Me (con Van Morrison) - 5:48
2. The Thrill Is Gone (con Tracy Chapman) - 5:00
3. Rock Me Baby (con Eric Clapton) - 6:38
4. Please Send Me Someone to Love (con Mick Hucknall) - 4:16
5. Baby I Love You (con Bonnie Raitt) - 4:00
6. Ain't Nobody Home (con D'Angelo) - 5:18
7. Pauly's Birthday Boogie (con Jools Holland) - 3:39
8. There Must Be a Better World Somewhere (con Dr. John) - 4:50
9. Confessin' the Blues (con Marty Stuart) - 4:32
10. Hummingbird (con Dionne Warwick) - 4:20
11. Bring It Home to Me (con Paul Carrack) - 3:10
12. Paying the Cost to Be the Boss (con The Rolling Stones) - 3:35
13. Let the Good Times Roll (con Zucchero) - 4:00
14. Dangerous Mood (con Joe Cocker) - 4:55
15. Keep It Coming (con Heavy D) - 3:57
16. Cryin' Won't Help You Babe (con David Gilmour & Paul Carrack) - 4:12
17. Night Life (con Willie Nelson) - 4:30